# Canal grand palatin
Le canal grand palatin (ou canal palatin postérieur ou canal palatin descendant ou canal palato-maxillaire) est un canal du palais osseux entre la face médiale de l'os maxillaire et la face latérale de la lame perpendiculaire de l'os palatin. 

## Structure
Le canal grand palatin est formé par le sillon grand palatin de l'os palatin (ou gouttière palatine postérieure de l’os palatin) et par le sillon grand palatin de l'os maxillaire. C'est un canal vertical légèrement oblique en avant. 
Il débouche sur la face inférieure du palais osseux par le foramen grand palatin et fait communiquer la fosse ptérygo-palatine avec la voûte palatine.
Il permet le passage de l'artère palatine descendante (et de sa veine) ainsi que des nerfs petit et grand palatin vers la cavité orale.